# Guarany Sporting Club
El Guarany Sporting Club, conocido también como Guarany de Sobral, es un equipo de fútbol de Brasil que actualmente se encuentra inactivo hasta 2025. antes de esto jugaba en el Campeonato Cearense de Serie B, la segunda división del estado de Ceará.

## Historia
Fue fundado el 2 de julio de 1938 en la ciudad de Sobral del estado de Ceará y es el equipo de fútbol más importante del interior del estado, además de ser el primer equipo del interior del estado de Ceará en jugar en el Campeonato Cearense, la cual ganó por primera vez en 1967.
En 1971 participó en el Campeonato Brasileño de Serie B, la segunda división nacional, donde fue eliminado en la primera ronda al terminar en cuarto lugar de su grupo entre cinco equipos finalizando en el lugar 14 entre 23 equipos. Un año después vuelve a jugar en la segunda división nacional donde volvió a ser eliminado en la primera ronda y terminó en el lugar 17 entre 23 equipos.
La década de los años 1980 ha sido la más productiva hasta el momento luego de que en 1981 regresara al Campeonato Brasileño de Serie B donde terminó en el lugar 33 entre 48 equipos, regresando a la segunda categoría dos años después en la que por primera vez supera la primera ronda al terminar segundo en su zona, en la segunda ronda clasifica como segundo lugar de grupo y termina eliminado en la tercera ronda por el Centro Sportivo Alagoano del estado de Alagoas con marcador de 1-4 terminando en noveno lugar entre 48 equipos. En 1986 participa nuevamente en la segunda división donde termina eliminado en la primera ronda como sexto lugar de su grupo entre nueve equipos y terminó en el lugar 18 entre 36 equipos.
Quince años después retorna a los torneos nacionales, en esta ocasión fue al Campeonato Brasileño de Serie C de 2001 en la que ganó su grupo en la primera ronda, mismo resultado obtenido en la segunda ronda para acceder a la cuadrangular final en la que terminó en tercer lugar y logra el ascenso al Campeonato Brasileño de Serie B para 2002 luego de que el Malutrom abandonara la segunda división. En 2002 tuvieron una temporada desastrosa en la segunda categoría en la que terminaron en el lugar 24 entre 26 y descendieron tras una temporada. En la Serie C 2003 superaron la primera ronda como segundo lugar de grupo, en la segunda ronda eliminan al Flamengo del estado de Piauí con marcador de 4-3 para ser eliminado en la tercera ronda 3-4 por el Itapipoca Esporte Clube del estado de Ceará para terminar en el lugar 24 entre 95 equipos.
En 2010 regresa a los torneos nacionales al Campeonato Brasileño de Serie D, del cual sale campeón venciendo en la final al América del Estado de Amazonia y logra el ascenso al Campeonato Brasileño de Serie C de 2011. En la tercera división nacional permaneció por dos temporadas hasta que descendió en 2012 en la que terminó en el lugar 19 entre 20 equipos.

## Palmarés
- Série D (1): 2010
- Campeonato Cearense de Serie B (4): 1966, 1999, 2005, 2008
- Copa Fares Lopes (1): 2015